# Понте неле Алпи
По̀нте неле А̀лпи (на италиански: Ponte nelle Alpi) е община в Северна Италия, провинция Белуно, регион Венето. Разположена е на 397 m надморска височина. Населението на общината е 8417 души (към 2014 г.).
Административен център на общината е градче Кадола (Cadola).